# Svetlana Loboda
Pour les articles homonymes, voir Loboda.
Svetlana Loboda (ukrainien : Світлана Лобода) (née le 18 octobre 1982 à Irpin, en RSS d'Ukraine) est une chanteuse ukrainienne. Elle a participé au Concours Eurovision de la chanson 2009 qui s'est déroulé à Moscou le 16 mai 2009. Elle représente l'Ukraine avec la chanson Be My Valentine (Anti-crisis Girl). Elle finit en 12e position avec 76 points. Vraie star dans son pays, en Russie et dans les pays russophones, elle est à la fois chanteuse, productrice et a lancé sa marque de vêtements avec notamment le t-shirt "No matcho".

## Origines et études
Svetlana Loboda est née le 18 octobre 1982 à Irpin, faisant alors partie de l'URSS, de Sergeï Loboda (1957), employé d'une usine de construction aéronautique, et Natali Loboda (1957). Elle a une sœur, Oksana (1992).
Son grand-père paternel était un haut fonctionnaire du KGB et sa grand-mère maternelle était chanteuse d'opéra.
Elle est diplômée en piano, en direction musicale et chant. Elle a aussi étudié à l'Académie municipale de Variétés et d'Arts du Cirque de Kiev (en) dans la catégorie "chant sur scène".

## Début sur scène
C'est lors de ses études à l'Académie municipale de Variétés et d'Arts du Cirque de Kiev (en) qu'elle intégra son premier groupe musical : Kaputshino (littéralement Cappuccino). Après quelques mois, alors que le groupe peinait à être actif, Svetlana Loboda fut invitée à se produire en solo sous le pseudonyme "Alicia Gorn" par le producteur du groupe. Elle quitta le groupe peu après, en 2002.
Après cela elle joua dans une importante comédie musicale ukrainienne : Ekvator (littéralement équateur). Alors qu'elle y joua un rôle important elle écrivit et chanta ses premières chansons et tourna ses premiers clips, dont "Tshyorniy Ang'el" (Ange noir).
Au printemps 2004, elle intégra le girl group ukrainien VIA Gra. Elle n'y restera que 4 mois, mais participera tout de même à la tournée asiatique du groupe ainsi qu'à plusieurs clips. En septembre de la même année elle décida de quitter le groupe pour commencer une carrière en solo. 
Avec sa carrière solo, Loboda est de plus en plus populaire dans les pays d'Europe de l'Est et la plupart de ses chansons dépassent les 55 millions de vues sur YouTube.

## Vie familiale
Svetlana Loboda a été en couple avec le chorégraphe Andrey Tzar duquel elle se sépara en 2014. Ils eurent une fille, Evangelina, le 9 avril 2011.
Début 2016, elle annonce officiellement être bisexuelle.
Le 24 mai 2018 nait son second enfant d'une union avec Till Lindemann avec qui elle entretient une relation depuis l'été 2017.

## Discographie

### Album
- 2017 : H2LO

### Singles
- 2005 : Ty ne zaboudish
- 2008 : Ne ma4o
- 2009 : Be My Valentine
- 2011 : Na svete
- 2012 : Oblaka
- 2013 : 40 Gradusov
- 2014 : Smotrish v nebo (feat. Emin)
- 2015 : Pora Domoy
- 2015 : K chertu lyubov
- 2016 : Tvoi Glaza
- 2017 : Sluchaynaya
- 2017 : Paren'
- 2018 : Superstar